# Ektor Pan
Ektor Pan (Valladolid, 4 d'agost de 1988) és un cantant espanyol. El seu primer disc es titula "Chasing Stars" i és del 2014. El 2016 ha editat el seu primer àlbum "Magnètico", un recopilatori de cançons de ball i pop que també es va disparar al cim de les llistes de tot el món. Ha participat dos anys consecutius (2016 i 2017) en la preselecció del Concurs de la Cançó d'Eurovisió.

## Discografia

### Àlbums
- 2014: "Chasing Stars"
- 2016: "Magnético"
- 2017: "Perfect Storm"

### Singles
- 2014: "Addicted 2U"
- 2015: "What About Us"
- 2015: "Que Pasará"
- 2015: "Love In Return (Eurovision)"
- 2016: "Magnético"
- 2016: "Get Up Everybody!(Viva La Vida) for Olympic Games Rio 2016"
- 2016: "Pokemon Go"
- 2016: "Perfect Storm"